# Waukon
Waukon és una població dels Estats Units a l'estat d'Iowa. Segons el cens del 2000 tenia 4.131 habitants.

## Demografia
Segons el cens del 2000, Waukon tenia 4.131 habitants, 1.790 habitatges, i 1.068 famílies. La densitat de població era de 542,5 habitants/km².
Dels 1.790 habitatges en un 26,6% hi vivien nens de menys de 18 anys, en un 47,5% hi vivien parelles casades, en un 9,4% dones solteres, i en un 40,3% no eren unitats familiars. En el 36,5% dels habitatges hi vivien persones soles el 20,3% de les quals corresponia a persones de 65 anys o més que vivien soles. El nombre mitjà de persones vivint en cada habitatge era de 2,21 i el nombre mitjà de persones que vivien en cada família era de 2,89.
Per edats la població es repartia de la següent manera: un 22,8% tenia menys de 18 anys, un 7,6% entre 18 i 24, un 23,3% entre 25 i 44, un 21,7% de 45 a 60 i un 24,6% 65 anys o més.
L'edat mediana era de 42 anys. Per cada 100 dones de 18 o més anys hi havia 81,4 homes.
La renda mediana per habitatge era de 30.325 $ i la renda mediana per família de 41.068 $. Els homes tenien una renda mediana de 27.532 $ mentre que les dones 18.833 $. La renda per capita de la població era de 17.047 $. Entorn del 8,3% de les famílies i el 12,3% de la població estaven per davall del llindar de pobresa.

## Poblacions més properes
El següent diagrama mostra les poblacions més properes.